# 白消安
白消安（英語：Busulfan，商品名马利兰、白舒非）是一种从1959年开始使用的抗癌药。它是一种细胞周期非特异性烷化剂，属于烷基磺酸酯类型，化学结构全称是1,4-丁二醇二甲烷磺酸酯。

## 历史
白消安曾经是化学疗法治疗慢性粒细胞白血病（CML）的首选药物，直至其被特效药伊马替尼取代。不过由于白消安的廉价，该药物仍被一定程度上地使用。

## 适应症
目前，白消安主要用于骨髓移植，尤其是在慢性粒细胞白血病情况下被用作一种备用药物。它能够控制肿瘤负荷，但是不能够防止癌细胞变形或纠正细胞异常。白消安最近在一项研究中被用来探究血小板运送的血清素在肝脏的自动修复中的角色。

## 副作用
毒性作用可能包括间断的肺纤维化、色素沉着、癫痫发作、肝静脉阻塞症和惡病體質。白消安还能导致血小板减少。长期使用会导致骨髓抑制，甚至再生障碍性贫血。
苯妥英可以与白消安共用以预防癫痫发作。左乙拉西坦和苯二氮卓类药物也对白消安引发的癫痫发作具有治疗效果。
白消安被国际癌症研究机构（IARC）列为1类致癌物。

## 作用機轉
白消安的作用机制是通过DNA的烷基化，从而导致鸟嘌呤-腺嘌呤的核酸链交联，这个过程是通过双分子亲核取代反应进行的，其中亲核的鸟嘌呤的7位氮原子进攻甲磺酸离去基团相邻的碳原子，如下圖上方所示。这种对DNA的损害无法被细胞所修复，因此导致癌细胞的凋亡。

另一項機轉為與半胱胺酸的硫醇官能基反應，如下圖下方

白消安的藥物化學機制

## 络合反应
有研究者用白消安进行的脲基环糊精的分子识别。他们观察到了络合物通过脲基和白消安的磺酸酯部分之间的静电作用而形成。
另外一种物质也用于构建白消安的络合物，这种物质的结构有两个二糖通过尿素连接的冠醚。

## 商品药物信息
马利兰是薄膜包衣的片剂，每片含2毫克白消安。